# St. Peter und Paul (Algertshausen)

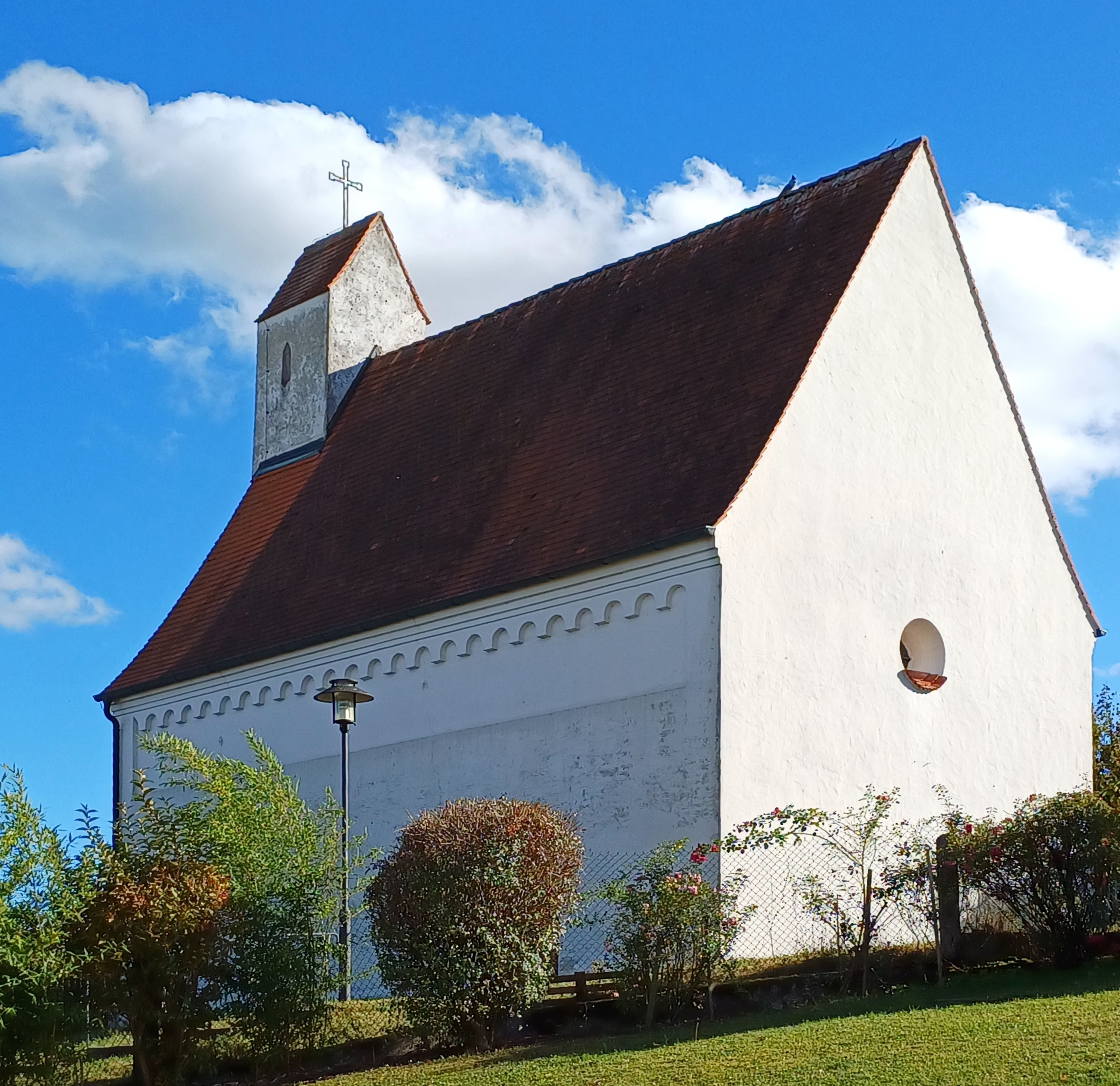
St. Peter und Paul in Algertshausen

Die römisch-katholische Filialkirche St. Peter und Paul steht in Algertshausen, einem Stadtteil von Aichach im Landkreis Aichach-Friedberg in Bayern. Das denkmalgeschützte Bauwerk ist in der Liste der Baudenkmäler in Aichach unter der Nr. D-7-71-113-59 eingetragen. Die Kirche gehört zur Pfarrei Mariä Himmelfahrt Aichach im Bistum Augsburg.

## Beschreibung
Die spätromanische Saalkirche wurde im 13. Jahrhundert errichtet und um 1670/80 umgestaltet. Sie besteht aus einem Langhaus, aus dessen Satteldach mit einem Bogenfries unter der Dachtraufe auf der Nordseite sich im Osten ein Dachreiter erhebt. Der Innenraum des Langhauses ist mit einer Flachdecke überspannt. Zur Kirchenausstattung gehört ein Altar von 1678, der von den Statuen der Apostel Petrus und Paulus flankiert wird und auf dessen Retabel die Kreuzigung dargestellt ist. Die Kanzel stammt aus der zweiten Hälfte des 17. Jahrhunderts.